# Село Темирбека Жургенова
Темирбека Жургенова (каз. Темірбек Жүргенов, до 2020 г. Комсомольское) — село, административный центр Айтекебийского района Актюбинской области Казахстана. Административный центр сельского округа Темирбека Жургенова. Код КАТО: 153430100.

## История
Село Комсомольское основано в 1955 году в ходе кампании по освоению целинных земель.
В 2020 году населённый пункт получил новое название: Темирбека Жургенова.

## Население
| Численность населения | Численность населения | Численность населения | Численность населения |
| 1979                  | 1989                  | 1999                  | 2009                  |
| --------------------- | --------------------- | --------------------- | --------------------- |
| 2096                  | ↗4643                 | ↗5065                 | ↗5909                 |

В 1999 году население села составляло 5065 человек (2622 мужчины и 2443 женщины). На начало 2009 года, в селе проживало 5909 человек (2907 мужчин и 3002 женщины).
На 1 октября 2022 года, население села составляло 7231 человек (3743 мужчин и 3488 женщин).